# Real Madrid Club de Fútbol 1998-1999
Questa voce raccoglie le informazioni riguardanti il Real Madrid Club de Fútbol nelle competizioni ufficiali della stagione 1998-1999.

## Rosa
| N. |                        | Ruolo | Calciatore         |
| -- | ---------------------- | ----- | ------------------ |
| 1  | Germania (bandiera)    | P     | Bodo Illgner       |
| 2  | Italia (bandiera)      | D     | Christian Panucci  |
| 3  | Brasile (bandiera)     | D     | Roberto Carlos     |
| 4  | Spagna (bandiera)      | D     | Fernando Hierro    |
| 5  | Spagna (bandiera)      | D     | Manuel Sanchís     |
| 6  | Argentina (bandiera)   | C     | Fernando Redondo   |
| 7  | Spagna (bandiera)      | A     | Raúl               |
| 8  | Jugoslavia (bandiera)  | A     | Predrag Mijatović  |
| 9  | Croazia (bandiera)     | A     | Davor Šuker        |
| 10 | Paesi Bassi (bandiera) | C     | Clarence Seedorf   |
| 12 | Spagna (bandiera)      | D     | Iván Campo         |
| 13 | Spagna (bandiera)      | P     | Pedro Contreras    |
| 14 | Spagna (bandiera)      | C     | Guti               |
| 15 | Spagna (bandiera)      | A     | Fernando Morientes |

| N. |                       | Ruolo | Calciatore              |
| -- | --------------------- | ----- | ----------------------- |
| 16 | Spagna (bandiera)     | C     | Jaime Sánchez Fernández |
| 17 | Croazia (bandiera)    | D     | Robert Jarni            |
| 18 | Spagna (bandiera)     | D     | Aitor Karanka           |
| 19 | Spagna (bandiera)     | D     | Fernando Sanz           |
| 20 | Brasile (bandiera)    | A     | Sávio                   |
| 21 | Spagna (bandiera)     | D     | Roberto Rojas González  |
| 22 | Francia (bandiera)    | C     | Christian Karembeu      |
| 23 | Camerun (bandiera)    | A     | Samuel Eto'o            |
| 24 | Spagna (bandiera)     | C     | Álvaro Benito           |
| 25 | Argentina (bandiera)  | P     | Albano Bizzarri         |
| 26 | Jugoslavia (bandiera) | A     | Perica Ognjenović       |
| 27 | Portogallo (bandiera) | A     | Edgar                   |
| 29 | Spagna (bandiera)     | D     | Manuel Tena López       |
| 31 | Spagna (bandiera)     | A     | Tote                    |